# Jasenice (Czechy)
Jasenice – gmina w Czechach, w powiecie Třebíč, w kraju Wysoczyna. 1 stycznia 2014 liczyła 200 mieszkańców.